# زيفكو تودوروف دينيف
زيفكو تودوروف دينيف (بالبلغارية: Живко Динев)‏ (30 يوليو 1987 بسليفن في بلغاريا - ) هو لاعب كرة قدم بلغاري في مركز قلب الدفاع. شارك مع منتخب بلغاريا تحت 17 سنة لكرة القدم ومنتخب بلغاريا تحت 19 سنة لكرة القدم. أما مع النوادي، فقد لعب مع او في سي سليفن 2000 ونادي مازيا وFC Kaliakra Kavarna ‏ وOnisilos Sotira ‏ ونادي فالنسيا (المالديف).

## وصلات خارجية
- زيفكو تودوروف دينيف على موقع قاعدة بيانات كرة القدم.إي يو (الإنجليزية)